# Cheval Comércio e Indústria de Veículos
Cheval Comércio e Indústria de Veículos Ltda. war ein brasilianischer Hersteller von Automobilen.

## Unternehmensgeschichte
Das Unternehmen wurde am 24. Februar 1984 in Rio de Janeiro gegründet. Im gleichen Jahr begann die Produktion von Automobilen. Der Markenname lautete Cheval. In den 1980er Jahren endete die Fahrzeugproduktion.

## Fahrzeuge
Das einzige Modell Poney war ein VW-Buggy mit einer sportlich niedrigen Fahrzeugfront. Ein Fahrgestell von Volkswagen do Brasil, das um 45 cm gekürzt wurde, bildete die Basis. Darauf wurde eine offene zweisitzige Karosserie aus Fiberglas montiert. Ein luftgekühlter Vierzylinder-Boxermotor war im Heck montiert und trieb die Hinterräder an.